# Ursácio de Singiduno
Ursácio (nasceu por volta de 300 e morreu em data incerta)  foi bispo de Singiduno, (a antiga cidade ilíria que tornar-se-ia Belgrado), durante o meio do século IV. Ursácio desempenhou um papel importante durante as controvérsias que cercam a evolução dos legados do Concílio de Niceia e o teólogo Ário , agindo muitas vezes em conjunto com seus colegas bispos da Ilíria, Germínio de Sirmio e Valente de Mursa . Encontrado em vários momentos durante as suas carreiras episcopais apostando posições de ambos os lados do debate desenvolvimento teológico e politicagem interna da Igreja, Ursácio e seus companheiros foram vistos por fontes da Igreja contemporâneas e históricas posteriores a vacilar de acordo com os ventos políticos, sendo "sempre inclinada para o lado com o partido dominante. "

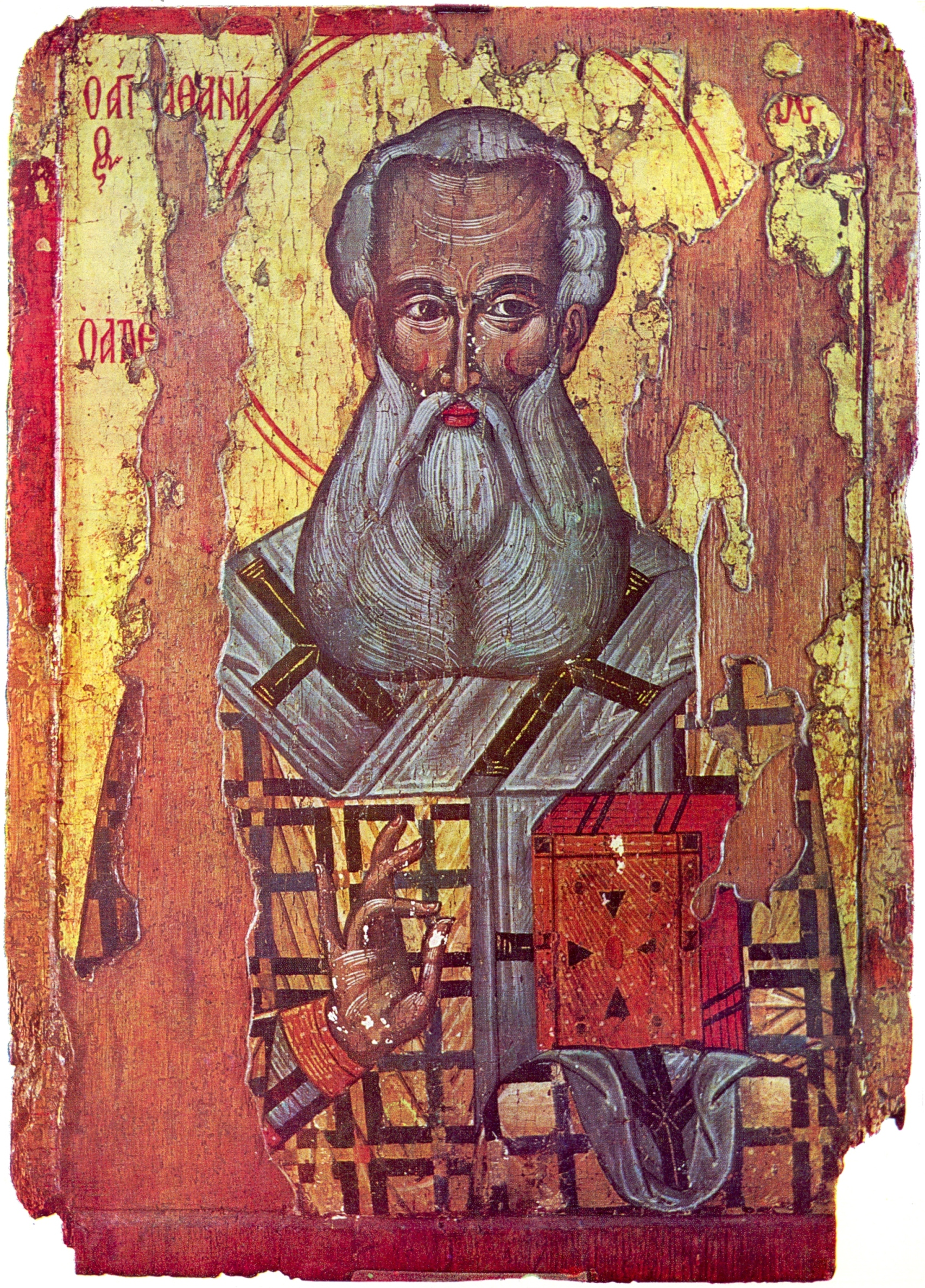
Santo Atanásio, protagonista no Primeiro Concílio de Tiro

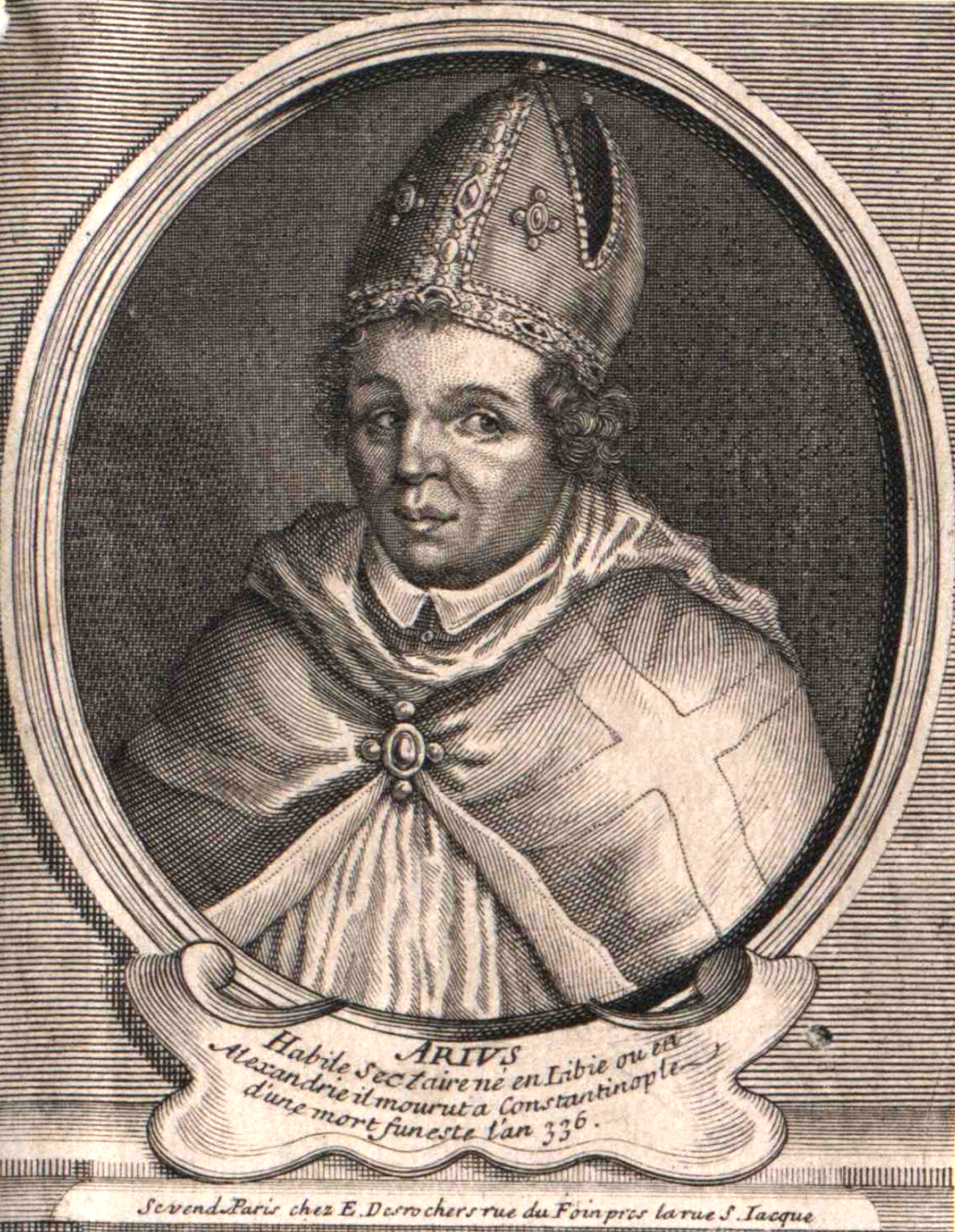
Ário, fundador do Arianismo

## Início da vida
Pouco se sabe do início da carreira Ursácio, parece entretanto que ele tornou-se bispo de Singiduno em 335. Sua capacidade teológica e eloqüência tornou-se notória nos anos que se seguiram. Ele fazia parte do grupo de bispos que, reunidos no Concílio de Tiro (Líbano), em 335, foram incumbidos de investigar a veracidade das acusações de improbidade feita contra Atanásio de Alexandria. A aprovação, pelo grupo, das falsas acusações feitas contra Atanásio é geralmente atribuída ao seu partidarismo pela teologia de Ário.
Neste concílio, presidido pelo bispo ariano Eusébio de Nicomédia, fizeram-se presentes 310 prelados e, grande parte destes eram simpatizantes das ideias de Ário a exemplo de Valente de Mursa, Maris de Calcedônia, o próprio Ursácio, etc. O Concílio concluiu pela condenação de Atanásio, que fugiu para Constantinopla e a readmissão de Ário e de seus seguidores e a restituição de seus cargos eclesiásticos. Atanásio apelou à roma de sua condenação, Ário morreu em 336.
A associação de Ursácio (e seus companheiros bispos da Ilíria) com Ário é postulada pelo historiador Wace como ocorrida durante o período de exílio do sacerdote Ário na Ilíria, e que se deu no período imediatamente após o Concílio de Niceia. Ursácio e Valente de Mursa aparecem posteriormente, em 342 em Constantinopla quando promovem a consagração de Macedônio, como bispo daquela metrópole e que criaria, posteriormente, uma ramificação do arianismo conhecida como macedonianismo..
Com a intervenção da sé romana, as decisões do concílio são anuladas, Marcelo de Ancira e Atanásio são absolvidos e restituídos às sés e, em 346, Ursácio, Valente e seus confederados, desmentem (ou retratam-se ?) de sua hostilidade anterior para com Atanásio e a sua teologia trinitária. Assim, eles viajaram para Roma, apresentando uma retratação por escrito ao papa Júlio I, e, ato seguido, ele escreve a Atanásio, expressando a vontade de manter a comunhão com ele no futuro.